# The Enigma

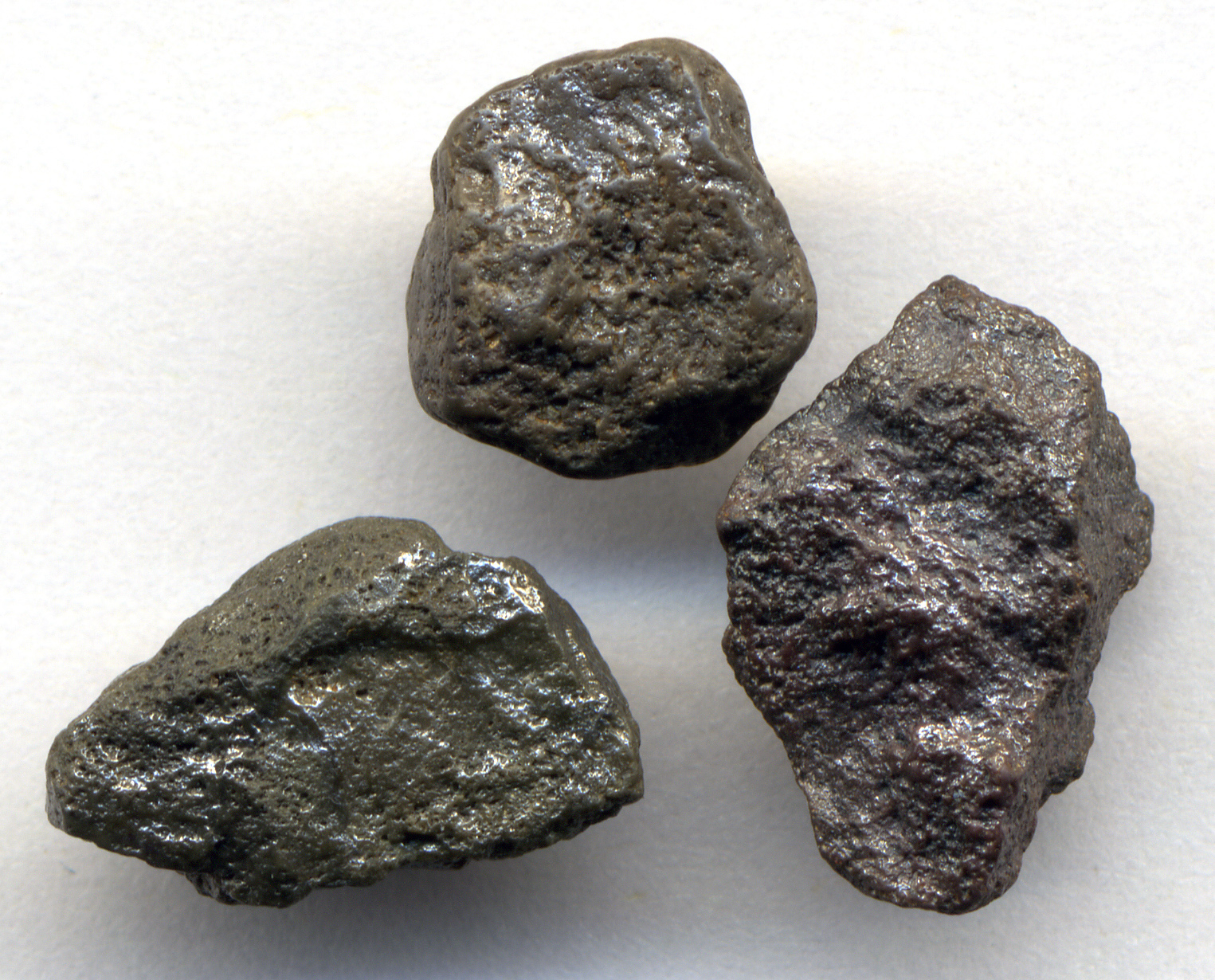
Tres diamants negres o carbonados (trobats entre Bangui i Berbérati (República Centreafricana)

The Enigma és el nom d'un carbonado, un diamant negre, de 555,55 quirats. Es pensa que la gemma no és d'origen terrestre, sinó que provindria de l'espai sideral. La dimensió important del diamant és força inusual i l'afaiçonament actual de la pedra s'inspira del simbol oriental anomenat mà de Fàtima o hamsa. La talla dels diamants negres acostuma a ser molt més complicada que la dels altres diamants i doncs el fet d'haver jugat amb el nombre 5 obtenint 555,55 quirats i 55 facetes representa una proesa tècnica important.
Després d'exposar-se a Dubai (fins al 20 de gener), a Los Angeles i a Londres es posarà a la venda, de manera virtual, a la companyia de subhastes internacional Sotheby's entre el 3 i el 9 de febrer de 2022.
 Per a l'adquisició del diamant, que figura al llibre Guinness dels rècords d'ençà del 2006 com a diamant més gros que s'hagi tallat mai, s'acceptaran diverses criptomonedes com ara el bitcoin, ethereum i USDC.